# 暗行御史 (テレビドラマ)
『暗行御史』、『御史出頭!』は李氏朝鮮に存在した国王直属の官吏、暗行御史を題材としたテレビドラマの作品群。以下、記述する。
1. 韓国MBCにて1981年制作、放送された作品。出演：イ・ジョンギル（朝鮮語版）、イム・ヒョンシク、他
2. 韓国KBSにより1999年制作、放送された作品。タイトルは『御史出頭！〜暗行御史パク･ムンスの事件〜』。出演：アン・ジェモ、チョン・フンチェ、他
3. 韓国MBCにて2002年制作、放送された作品。タイトルは『暗行御史－パク・ムンス』。出演：ユ・ジュンサン、ハン・ヘジン、他
4. 韓国KBSにより2020年から2021年にかけて制作、放送された作品。タイトルは『暗行御史：朝鮮秘密捜査団』。出演：エル、クォン・ナラ、他。
5. 韓国tvNにより2021年制作、放送された作品。タイトルは『御史とジョイ』。出演：オク・テギョン、キム・ヘユン、他。